# Acantopsis dialuzona
Acantopsis dialuzona es una especie de peces de la familia Cobitidae en el orden de los Cypriniformes.

## Morfología
• Los machos pueden llegar alcanzar los 25 cm de longitud total.

## Hábitat
Vive en zonas de clima tropical entre 25 °C - 28 °C de temperatura.

## Distribución geográfica
Se encuentra en el Vietnam, Laos, Camboya, Tailandia, Malasia e Indonesia.